# Phonak
Phonak, précédemment Phonak Hearing Systems, est une société spécialisée dans la production d'appareils auditifs numériques ainsi que de systèmes de communication sans fil complémentaires depuis plus de 60 ans. Phonak est une marque du groupe Sonova, basée à Stäfa en Suisse. Phonak commercialise des aides auditives, solutions pédiatriques, des accessoires sans fil (Roger), des produits d'hygiène et des protections auditives. 
Phonak France est basée en région lyonnaise, à Bron, et compte plus de 120 employés.

## Histoire
En 1947, l'entreprise AG für Elektroakustik est fondée à Zurich par un groupe d'investisseurs franco-belges. Elle est rachetée en 1956 par Ernst Rihs. Beda Diethelm entre alors dans l'entreprise, suivi de Andreas Rihs et quelques années plus tard de Hans-Ueli Rihs.
En 1978 la société s'étend par la fondation d'entreprises de distribution en Allemagne et en France. Après la mort d’Ernst Rihs en 1980, le groupe change de nom pour devenir Phonak Holding Ltd en 1985 puis est transféré à Stäfa en 1987.
Les années 1990 voient un développement important du groupe, par l'ouverture de deux centres de distribution aux États-Unis et au Japon et d'une usine en Chine en 1989, la fondation de Phonak Communications à Morat en 1992, l'acquisition de l'entreprise belge Lapperre et de Phonak Stephensen en Norvège en 1996 et l'ouverture du nouveau centre technologique à Stäfa l'année suivante en 1997.
Le 1er août 2007, la holding change de nom pour devenir Sonova Holding.

## Engagement social
En automne 2006, Phonak AG lance la fondation Hear The World qui soutient les personnes souffrant de perte auditive, et notamment les enfants. En octobre 2012, la fondation devient une initiative du groupe Sonova.